# Gangrène
 (mai 2019).
Si vous disposez d'ouvrages ou d'articles de référence ou si vous connaissez des sites web de qualité traitant du thème abordé ici, merci de compléter l'article en donnant les références utiles à sa vérifiabilité et en les liant à la section « Notes et références ».
 Mise en garde médicale
La gangrène est une nécrose des tissus, causée par une obstruction artérielle par embolie, choc, infection ou par l’exposition à un froid intense. Son origine est le plus souvent liée à l’interruption prolongée ou au ralentissement extrême de l’irrigation sanguine. Dans les siècles passés, les blessures de guerre mal traitées et infectées amenaient les victimes à la gangrène puis à l'amputation d'un membre. En l’absence d’apport d’oxygène, les tissus meurent, puis se putréfient.

## Étymologie
« Gangrène » vient du latin gangraena et du grec gangraina (γάγγραινα), qui signifie la putréfaction des tissus.
La première apparition du terme semble être en Angleterre au XVIe siècle, et Shakespeare le cite dans un vers de Coriolan : The service of the foote Being once gangren'd, is not then respected For what it was before.

## Types

### Principaux types
- La gangrène sèche survient à la suite de l’obstruction ou de la sclérose d’un ou plusieurs vaisseaux sanguins, généralement une artérite, une embolie ou une thrombose. Elle se caractérise par l’apparition de tissus de couleur sombre, généralement noirs et desséchés ;
- La gangrène humide survient généralement sur une gangrène sèche ou après une infection bactérienne. Elle se caractérise par un gonflement et une décomposition des tissus accompagnés d’un suintement et d’une putréfaction de plus en plus abondante ;
- La gangrène gazeuse se caractérise par une infection microbienne à germes anaérobies (comme Clostridium perfringens de type A), et une production de gaz au sein du tissu infecté. Celle-ci se déclare après souillure des plaies par de la terre, des instruments ou des mains sales. Il en résulte une sensation de crépitement, parfois perceptible lorsqu’on palpe les zones concernées. Ces infections sont fréquentes sur des plaies de guerre ; elles se contractent aussi après contamination lors d’une intervention chirurgicale. Elles restent graves malgré les antibiotiques et l’utilisation de l’oxygénothérapie hyperbare.

### Autres types

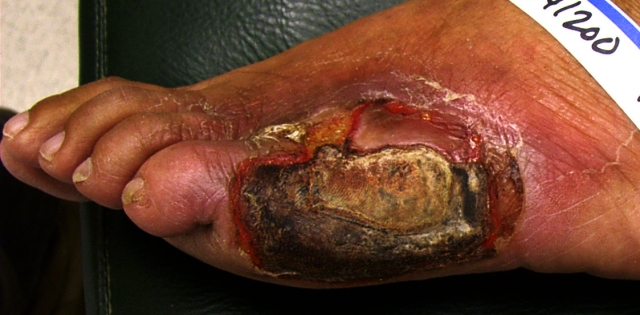
Ulcération sur un pied diabétique avec une gangrène sèche centrale et une gangrène humide périphérique.

- Gangrène dermique aiguë appelée aussi fasciite nécrosante ou gangrène d’origine streptococcique est due à une infection par un streptocoque du groupe A ;
- Gangrène hospitalière ;
- Gangrène de Lasègue : gangrène des bronches et des poumons, caractérisée par une forte odeur des expectorations et de l’haleine ;
- Gangrène symétrique des extrémités : gangrène consécutive à la maladie de Raynaud (troubles de la circulation, généralement, aux bouts des doigts) ;
- Gangrène de Fournier : gangrène qui se caractérise par un gonflement du scrotum ;
- Gangrène diabétique : chez un diabétique, la gangrène se caractérise par des lésions au niveau des terminaisons cutanées. Une plaie qui ne cicatrise pas est dangereuse chez un diabétique ;
- Gangrène pulmonaire : gangrène qui atteint les tissus pulmonaires, provoque généralement la mort ;
- Gangrène sénile : gangrène qui atteint la personne âgée ;
- Noma : gangrène fulgurante du visage.

## Évolution

### Causes
La gangrène peut apparaître dans les cas suivants :
- une plaie ;
- une égratignure légèrement plus profonde que d'habitude ;
- une exposition prolongée à un froid intense ;
- une hémorroïde ;
- un diverticule ;
- une fissure anale ;
- une rupture de l'urètre ;
- une angiopathie ;
- une intervention chirurgicale ;
- une blessure faisant suite à la pénétration d'un objet dans l'abdomen ;
- une contusion ;
- un ulcère ;
- un abcès ;
- certaines maladies dont le diabète facilitent l'apparition de la gangrène.

La gangrène peut atteindre toutes les parties du corps, mais les zones les plus touchées sont les extrémités comme les orteils, les pieds, les doigts et les mains. Cependant, les viscères comme les poumons, les intestins, le foie, etc., peuvent aussi être atteints. La maladie se propage rapidement si l’on n'agit pas. Par exemple, au départ d’un orteil, elle peut s’étendre au pied, puis à la jambe.
La gangrène n’est pas contagieuse.

### Symptômes
En général, dans tous les types de gangrène, le premier symptôme est une perte de la sensibilité et de la mobilité. La zone atteinte devient froide, prend progressivement une coloration sombre et finalement, se nécrose.
Les tissus gangrenés sont fréquemment sujets à des surinfections bactériennes et, lorsqu’ils sont trop infectés, une gangrène gazeuse apparaît. Dans le cas d’une gangrène gazeuse, la période d’incubation est de 18 à 36 heures. Très vite, des bulles remplies d’un liquide violet apparaissent. La multiplication des germes entraîne une quantité importante de gaz dont l’odeur est nauséabonde. À la palpation, on entend une crépitation due aux bulles de gaz. Ensuite, la peau se fragilise et devient marron ou même noire. La victime voit sa température s’élever fortement et souffre intensément. Son rythme cardiaque augmente. Le patient est très fatigué et sa tension artérielle diminue. Il peut sombrer dans le coma voire mourir.

### Diagnostic
Le diagnostic d’une gangrène est généralement simple et rapide. Un généraliste, un dermatologue ou un chirurgien peut facilement dresser un diagnostic. En cas de doute, le médecin procède à une prise de sang, à une analyse de tissu ou du liquide contenu dans les cloques. Afin de confirmer le diagnostic, le médecin peut demander une mise en culture des germes, mais il n’attend pas les résultats de ces analyses pour commencer le traitement.
Si un membre ou une partie du corps devient pâle et froide, et reste dans cet état plus de deux heures, ou si un doigt ou un orteil ne cicatrise pas en moins d’une semaine, il est recommandé de consulter un médecin de toute urgence.
La gangrène gazeuse est celle qui entraîne le plus souvent la mort. En effet, si l’infection n’est pas stoppée, les toxines atteignent le sang et contaminent les organes vitaux. Les autres types de gangrène se soignent, mais plus ou moins dans les pays développés.

## Soins

### Traitements
La gangrène se développe rapidement. Un début de gangrène peut être enrayé avec une réparation plus ou moins complète des tissus et élimination progressive des tissus morts. Les antibiotiques seuls ne sont généralement pas suffisants.
Il existe trois grands principes pour l’enrayer :
- d’abord, la prise d’antibiotiques ralentit l’infection.
- ensuite, la chirurgie enlève les tissus infectés ou morts, pour arrêter la propagation ; cette étape est aussi très importante et permet généralement d’éviter l’amputation, lorsqu’il s’agit d’un membre ;
- enfin, par l’oxygénothérapie hyperbare, l’oxygène pénètre à nouveau dans les tissus, ce qui favorise l'arrêt de la propagation des bactéries.

80 % des victimes de la gangrène survivent.

### Réparation
Il arrive que des parties de peau soient détruites et que l’on pratique des greffes de peau. Les prothèses, elles, assurent le remplacement d’un membre amputé.
L'asticothérapie permet de détruire les cellules mortes en laissant les cellules vivantes intactes.

### Prévention
Les soins réguliers et le nettoyage des plaies suffisent généralement à éviter la gangrène.
Il n’existe ni vaccin ni traitement préventif. Cependant, une bonne hygiène et la consultation d’un médecin généraliste dès les premiers signes suspects pourraient diminuer la fréquence de cette maladie.
Il est également recommandé de garder les mains et les pieds au chaud et d’éviter de porter des chaussures serrées.
Les personnes âgées, les personnes diabétiques et les personnes souffrant d’une mauvaise circulation doivent aussi être très vigilantes lorsqu’elles ont des infections aux pieds et aux mains.

## Fréquence
Les pays développés sont moins touchés que certains pays d'Afrique qui ont encore de nombreux cas. La gangrène est mal connue et occasionne encore une certaine crainte de nos jours. Lors de catastrophes, d’inondations…, on observe une recrudescence de cas, même dans les pays développés.
Dans la société occidentale, les malades développant le plus fréquemment la gangrène sont diabétiques ou atteints d’artériosclérose. En effet, leurs artères se bouchent plus facilement, ce qui entraîne parfois une gangrène.

## Cas historiques et célèbres
- Cambyse II, roi achéménide de l'empire perse, mort en 522 av. J.-C. ;
- Hérode Ier le Grand, Roi de Judée, succomba à Jéricho (Judée) en 4 av. J.-C. ;
- Richard Cœur de Lion, ancien roi d'Angleterre, mourut onze jours après sa blessure, le 6 avril 1199, au château de Châlus-Chabrol (Haute-Vienne) ;
- Jean-Baptiste Lully, compositeur et violoniste, mourut après s'être malencontreusement blessé à l'orteil avec son bâton de direction, le 22 mars 1687 à Paris[1] ;
- Le roi de France Louis XIV mourut le 1er septembre 1715 à Versailles ;
- Jean Lannes blessé à la bataille d'Essling, le 22 mai, meurt le 31 mai 1809 sur l'île de Lobau (Autriche) ;
- Allan Pinkerton, détective privé américain est mort le 1er juillet 1884 à Chicago ;
- Frida Kahlo, artiste mexicaine (1907-1954).